# Yorii
Yorii (japanska: 寄居町?, Yorii-machi) är en landskommun i Saitama prefektur i Japan. 